# Пирочи
Пирочи — село в Московской области России. Входит в городской округ Коломна.
Население — 1451 чел. (2010).
Находится на высоте 109 м над уровнем моря. Пирочи расположены к востоку от Коломны и Новорязанского шоссе, на правом берегу Оки, на противоположном берегу реки — деревня Троицкие Озёрки.
В 1994—2005 гг. — центр Пирочинского сельского округа, в 2005—2017 гг. входило в Заруденское сельское поселение Коломенского муниципального района, в 2017—2020 гг. — в Коломенский городской округ.

## Этимология
Е. М. Поспелов возводит название села Пирочи к некалендарному личному имени Пир.
Б. Б. Вагнер предполагает, что имя села может быть связано с названием речки Пироча (Пирочь), которая протекает в 150 км ниже по Оке, в бассейне Прони. Гидроним Пироча он считает явно финно-угорским по происхождению.
Вероятно также, что топоним Пирочи происходит от незафиксированного письменностью древнеславянского личного имени *Пирота. Основание для такого предположения даёт название реки Любочь в Новгородской земле, однотипное по строению с упомянутым гидронимом Пирочь. В. Л. Васильев считает Любочь йотово-посессивным образованием от личного имени Любота, находящегося в ряду стереотипно оформленных имён на -ота (ср. Лугота, Будота, Кулота, Страхота и др.). Реконструкт *Пирота предсказуем ввиду наличия славянских личных имён от *pir- (таких как Пир, Пирогость).
Среди жителей села бытуют народно-этимологические версии происхождения его названия. Рассказывают, что на Татариновом бугре, расположенном рядом с селом, татары праздновали победу в битве у Коломны, и название село получило либо в честь этого пира («пировали очень»), либо от того, что на том же бугре победители собрали самых красивых девушек и «кололи (пыряли) им очи».

## Население
| 2002 | 2006  | 2010  |
| ---- | ----- | ----- |
| 1352 | ↗1468 | ↘1451 |

## Социальнозначимые объекты. Образование. Экономика. Спорт
В Пирочах есть сельский дом культуры (СДК «Пирочи»), МОУ Пирочинская СОШ, отделение связи ФГУП «Почта России». В селе есть команда по хоккею с шайбой Школа, детский сад, медпункт, пять магазинов, в том числе два сетевых супермаркета, одно кафе, гостиница с автостоянкой, шиномонтаж, ремонт автомобилей.

## Улицы в селе
В селе 11 улиц — Весенняя, Дачная, Лесная, Молодёжная, Московская, Новая, Окская, Полевая, Хуторская, Центральная и Школьная. К селу приписано 7 СНТ и 1 ГСК